# Delirium (Lacuna Coil)
Delirium è l'ottavo album in studio del gruppo musicale italiano Lacuna Coil, pubblicato il 27 maggio 2016 dalla Century Media Records.

## Tracce
Testi e musiche dei Lacuna Coil, eccetto dove indicato.
1. The House of Shame – 5:17
2. Broken Things – 3:59
3. Delirium – 3:16
4. Blood, Tears, Dust – 3:55
5. Downfall – 4:21
6. Take Me Home – 3:45
7. You Love Me 'Cause I Hate You – 3:49
8. Ghost in the Mist – 4:14
9. My Demons – 3:56
10. Claustrophobia – 4:07
11. Ultima Ratio – 4:08

Tracce bonus nell'edizione deluxe digitale
1. Live to Tell – 5:28 (Madonna, Patrick Leonard) – originariamente interpretata da Madonna
2. Breakdown – 3:16
3. Bleed the Pain – 3:47

## Formazione
Gruppo
- Cristina Scabbia – voce
- Andrea Ferro – voce
- Marco Coti Zelati – basso, chitarra
- Ryan Blake Folden – batteria

Produzione
- Marco Coti Zelati – produzione
- Marco Barusso – registrazione, missaggio

## Classifiche
| Classifica (2016)          | Posizione massima |
| -------------------------- | ----------------- |
| Australia                  | 19                |
| Austria                    | 40                |
| Belgio (Fiandre)           | 29                |
| Belgio (Vallonia)          | 49                |
| Canada                     | 61                |
| Francia                    | 85                |
| Germania                   | 33                |
| Italia                     | 11                |
| Paesi Bassi                | 94                |
| Regno Unito                | 42                |
| Regno Unito (rock & metal) | 3                 |
| Spagna                     | 69                |
| Stati Uniti                | 33                |
| Stati Uniti (hard rock)    | 2                 |
| Stati Uniti (independent)  | 4                 |
| Stati Uniti (rock)         | 4                 |
| Svizzera                   | 30                |